# British Hockey League 1985/86
Die Saison 1985/86 war die vierte Spielzeit der British Hockey League, der höchsten britischen Eishockeyspielklasse. Meister wurden die Durham Wasps.

## Modus
In der Hauptrunde absolvierte jede der zehn Mannschaften insgesamt 36 Spiele. Der Erstplatzierte der Hauptrunde wurde Meister. Für einen Sieg erhielt jede Mannschaft zwei Punkte, für ein Unentschieden einen Punkt und für eine Niederlage null Punkte.

## Hauptrunde

### Tabelle
|     | Klub                 | Sp | S  | U | N  | Tore    | Punkte |
| --- | -------------------- | -- | -- | - | -- | ------- | ------ |
| 1.  | Durham Wasps         | 36 | 28 | 1 | 7  | 354:184 | 57     |
| 2.  | Murrayfield Racers   | 36 | 25 | 2 | 9  | 344:217 | 52     |
| 3.  | Ayr Bruins           | 36 | 23 | 3 | 10 | 356:257 | 49     |
| 4.  | Dundee Rockets       | 36 | 24 | 1 | 11 | 285:206 | 49     |
| 5.  | Fife Flyers          | 36 | 20 | 6 | 10 | 270:196 | 46     |
| 6.  | Nottingham Panthers  | 36 | 15 | 4 | 17 | 181:226 | 34     |
| 7.  | Streatham Redskins   | 36 | 13 | 2 | 21 | 216:256 | 28     |
| 8.  | Cleveland Bombers    | 36 | 10 | 3 | 23 | 263:375 | 23     |
| 9.  | Whitley Warriors     | 36 | 8  | 2 | 26 | 224:324 | 18     |
| 10. | Peterborough Pirates | 36 | 1  | 2 | 33 | 185:436 | 4      |

Sp = Spiele, S = Siege, U = Unentschieden, N = Niederlagen